# Bill Tilman

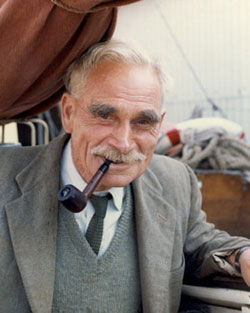
Harald William Tilman

Harold William Tilman, auch Bill Tilman, (* 14. Februar 1898 in Wallasey in Cheshire, England; † 1977 verschollen im südlichen Atlantik) war ein britischer Bergsteiger, Entdeckungsreisender und Buchautor, der durch seine Besteigungen im Himalaya und Reisen auf Segelschiffen bekannt wurde. Beim Militär stieg er bis zum Dienstgrad eines Majors auf.

## Frühe Jahre und Erster Weltkrieg
Tilman war der Sohn eines Zuckerhändlers und ging zur Berkhamsted Boys school. Im Alter von 18 Jahren trat er in britische Artillerie ein und kämpfte im Ersten Weltkrieg, unter anderem in der Schlacht an der Somme und wurde zweimal mit dem Tapferkeitsorden Military Cross ausgezeichnet. Er wurde in diesem Krieg zweimal verwundet.

## Afrika
Seine Laufbahn als Bergsteiger begann durch seine Bekanntschaft mit Eric Shipton in Kenia, Ostafrika, wo beide Kaffee anbauten. 1929 begannen sie ihre erste Besteigung auf den Mount Kenya, anschließend folgte der Kilimanjaro und der Ruwenzori, Mountains of the Moon genannt. Shipton und Tilman bildeten eine der berühmtesten Bergpartnerschaften in der Geschichte des Bergsteigens. 1933 suchte er Gold in Kenia. In einer einzigartigen Leistung fuhr mit dem Fahrrad von Kenia bis an die Westküste Afrikas und schiffte sich anschließend nach England ein.

## Zweiter Weltkrieg
Zum Zweiten Weltkrieg meldete er sich freiwillig und kämpfte in Nordafrika und am Strand von Dünkirchen in Frankreich. Anschließend sprang er mit dem Fallschirm hinter den feindlichen Linien ab und kämpfte mit albanischen und italienischen Partisanen, wofür er mit dem Distinguished Service Order ausgezeichnet wurde. Er war maßgeblich daran beteiligt, dass die Stadt Belluno in Italien nicht besetzt und zerstört wurde.

## Mount Everest
Tilman war an zwei Expeditionen in den 1930er Jahren am Mount Everest beteiligt.
Er drang 1934 in das Nanda-Devi-Schutzgebiet mit Eric Shipton ein, und 1936 führte er eine anglo-amerikanische Expedition nach Nanda Devi. Mit Unterstützung dieses Teams, zu dem Peter Lloyd, Adams Carter und Noel Odell gehörten, gelang ihnen die Erstbesteigung dieses Berges. Mit dieser Besteigung blieb er bis ins Jahr 1950 derjenige Weltrekordler, der die meisten Höhenmeter in der Welt erkletterte.
1939 war Tilman der erste dem die Erstbegehung des Assam-Himalaya gelang und sich dem südlichen Zugang zum Berg Gori Chen (6.538 m) näherte. Eine Besteigung dieses Berges wurde durch die Malaria-Erkrankung seiner Mannschaft verhindert. Im Jahre 1947 näherte er sich dem Rakaposhi ohne ihn zu besteigen. Anschließend ging er nach Kaschgar um Eric Shipton zu treffen, der den Muztagh Ata (7546 m) ersteigen wollte, doch er musste umkehren. Er bereiste den afghanischen Wakhan-Korridor, um dem Fluss Oxus zu sehen. Tilman ist vermutlich einer der wenigen und vor allem der letzte Europäer, der im Jahre 1947 den Wakhjir-Pass zwischen der Republik China und Afghanistan erfolgreich querte. Während seiner intensiven Entdeckungsreisen in den Gebieten von Langtang, Ganesh und Manang in Nepal im Jahre 1949 bestieg Tilman als erster den Paldor (5.896 m). Er fand jenseits des Gangchempo einen Gebirgspass, der nach ihm – Tilman's Pass – benannt wurde.

## Segeln
Nach seiner militärischen Laufbahn im Zweiten Weltkrieg, begann er auf hoher See zu segeln. Er segelte aber auch in flachem Gewässer mit dem Kutter Mischief, den er 1954 erwarb, und anschließend mit der Sea Breeze und Baroque. Tilman bereiste die Gewässer der Arktis und Antarktis stets auf der Suche nach unbestiegenen Bergen. Auf seiner letzten Reise im Jahre 1977 im Alter von 80 Jahren, war Tilman von der Mannschaft und Bergsteigern auf das Schiff En Avant eingeladen, die im Südpolarmeer auf Smith Island klettern wollten. Die Expedition wurde von dem jungen Segler Simon Richardson geführt. Er und seine Mannschaft fuhren auf einem alten stählernen Schlepper, kletterten erfolgreich und kamen ohne Zwischenfall nach Rio de Janeiro zurück. Am 1. November 1977 legte das Schiff Richtung der Falkland-Inseln ab, um zwei Bergsteiger abzuholen. Auf dem Weg ging das gesamte Schiff mit Mannschaft verloren, darunter auch Tilman.

## Auszeichnungen
Tilmann erhielt folgende Auszeichnungen:
- Order of the British Empire (CBE)
- Distinguished Service Order (DSO)
- Military Cross (MC und Bar)

Nach ihm benannt sind der Gebirgskamm Tilman Ridge im Viktorialand, Antarktika, sowie die Tilman Shoals, Untiefen vor der Insel Heard im Indischen Ozean.

## Zeittafel von 1929 bis 1950
- 1929: Tilman wurde ins Bergsteigen am Lake District in England eingewiesen.
- 1930: Er bestieg mit Eric Shipton den Mawenzi und den Kibo in der Nähe des Kilimanjaro.
- 1930: Mit Shipton bestieg er die West Ridge of Batian und den Nelion, einen Nebengipfel des Mount Kenia.
- 1932: Tilman bestieg mit Shipton die Berge Speke, Baker und Stanley im Ruwenzori-Gebirge.
- 1932: Im April war er am Unfall am Lake District zugegen, bei dem J. S. Brogden ums Leben kam.
- 1932: Später im Jahr bestieg er verschiedene Berge in den Alpen.
- 1933: Tilman erkletterte alleine den Kilimanjaro.
- 1934: Tilman und Shipton mit drei weiteren Bergsteigern berichtete erstmals von ihrem Zugang zum Nanda Devi Schutzgebiet und entdeckten des nahegelegenen Badrinath-Gebirge (Nordindien).
- 1935: Tilman nahm er an der Erkundungs-Expedition des Mount Everest teil und erklomm verschiedene Berge nahe dem Mount Everest.
- 1936: Tilman versuchte verschiedene Bergbesteigungen und Passüberwindungen einschließlich des Zemu Gap in Sikkim, bei Kangchendzönga. Später führte er die Erstbesteigung des Nanda Devi erfolgreich durch.
- 1937: Shipton und Tilman führten die Haupterkundungs-Expedition des Karakorums durch.
- 1938: Tilman führte eine weitere Mount-Everest-Expedition und sie erreichten eine Höhe von 8320 m und mussten anschließend die Besteigung abbrechen.
- 1938: Er überquerte den Zemu Gap (Sikkim).
- 1939: Er führte eine Expedition zum entfernten Assam-Himalaya, dies endete in einem Misserfolg. Seine Mannschaft erreichte zwar den Gori Chen, jedoch lediglich die angrenzenden Hügel, da die Mannschaft an Malaria erkrankte und ein Mitglied der Expedition verstarb.
- 1941: Tilman erstieg zahlreiche Berge in Kurdistan.
- 1942: Er führte eine Nachtbesteigung des Zaghouan in Tunesien durch.
- 1947: Tilman versuchte den Rakaposhi auf einem der fünf unterschiedliche Wege zu erklimmen. Dies führte keinem Erfolg. Die Expedition erkundete anschließend Kukuay Gletscher im Südwesten von Batura Muztagh.
- 1947: Er nahm mit Shipton und Gyalgen Sherpa den Muztagh Ata in Angriff.
- 1948: Tilman versuchte den Bogda Feng, im Norden von Xinjiang mit Shipton und zwei weiteren Bergsteigern zu besteigen, was aber nicht gelang.
- 1948: Er nahm den Chakragil im Westen von Xinjiang in Angriff.
- 1948: Tilman reiste in das Gebiet des Chitral-Distrikt am Hindukusch.
- 1949: Tilman führte eine vier Monate lange Erkundungs- und Wissenschafts-Expedition durch Langtang, Ganesh und Jugal Himals in Nepal. Es war die erste derartige Expedition, die dieses Land erlaubte. Er bestieg den Paldor und den Ganesh Himal.
- 1950: Er führte die Britische Annapurna-Expedition, die den Annapurna IV bestieg und nahm andere dort befindliche Berge in Angriff.
- 1950: Tilman und Charles Houston sind die ersten Europäer, die den Mount Everest vom Pumori von der nepalesischen Seite aus betrachten konnten.[3]

## Werke
- Mount Everest 1938. Pilgrims Publishing, ISBN 81-7769-175-9 (contains the infamous Appendix B on the Yeti)
- Nepal Himalaya (Pilgrims Publishing) ISBN 81-7303-107-X
- The Seven Mountain-Travel Books. Mountaineers’ Books, ISBN 0-89886-960-9
  - Snow on the Equator (1937)
  - The Ascent of Nanda Devi (1937)
  - When Men and Mountains Meet (1946)
  - Everest 1938 (1948)
  - Two Mountains and a River (1949)
  - China to Chitral (1951)
  - Nepal Himalaya (1952)
- Eight Sailing/Mountain-Exploration Books. Diadem Books, ISBN 0-89886-143-8
  - Mischief in Patagonia (1957)
  - Mischief among the Penguins (1961)
  - Mischief in Greenland (1964)
  - Mostly Mischief (1966)
  - Mischief Goes South (1968)
  - In Mischief's Wake (1971)
  - Ice With Everything (1974)
  - Triumph and Tribulation (1977)